# Baie de Donegal
 (novembre 2018).
Si vous disposez d'ouvrages ou d'articles de référence ou si vous connaissez des sites web de qualité traitant du thème abordé ici, merci de compléter l'article en donnant les références utiles à sa vérifiabilité et en les liant à la section « Notes et références ».
La baie de Donegal (Bá Dhún sur nGall en gaélique) est une grande baie situé dans le nord-ouest de l’Irlande.
Cette baie baigne les rives de trois comtés : Donegal au nord et à l’ouest, Leitrim, et Sligo au sud. La ville de Donegal et la rivière Eske se trouvent au fond de la baie. Elle est la plus grande baie d’Irlande. Les falaises de Slieve League sont les plus hautes d’Europe, elles mesurent 601 mètres d’altitude.

## Îles situées dans la baie
- Isle of St Ernan
- Belle's Isle
- Rotten Island
- Rathlin O'Birne

## Phares
- Phare de St John's Point
- Phare de Rathlin O'Birne
- Phare de Rotten Island

## Plages
- Streedagh Strand